# Линкольн-колледж (Университет Аделаиды)
Линкольн-колледж (англ. Lincoln College) — колледж-интернат Объединённой церкви Австралии, связанный с Аделаидским университетом. Он был основан методистской церковью Австралазии в 1952 году и назван в честь Линкольн-колледжа в Оксфорде, в котором учился Джон Уэсли.
Линкольн-колледж начинался как мужской колледж, а в 1973 году в него были приняты женщины. По состоянию на конец 2021 года в колледже проживало 220 человек, из них около 20 % — иностранные студенты.

## История

### Девиз и герб

Девиз и герб Линкольн-колледжа

В 1953 году, через год после открытия колледжа, Совет принял девиз колледжа, настоятельно рекомендованный магистром, преподобным Фрэнком Хэмбли. Он звучал так: лат. Per Litteras ad Fidem (с лат. — «Через обучение к вере»).
Совет колледжа предложил членам колледжа представить эскизы герба. Было представлено несколько эскизов. Выбранный дизайн был разработан Джоном Берчмором, который впоследствии стал президентом Клуба колледжа, а нарисовал его Николас Федорофф. С некоторыми изменениями, герб был принят и официально утверждён колледжем.
Дизайн герба воплощает в геральдических терминах как происхождение, так и цели колледжа.
Геральдическое описание герба (блазон) гласит:
Щит четверочастный, с серебряной узкой каймой. В первом золотом поле червлёный лилиевидный крест на многократно разделённом укороченном косом кресте чернью; во втором червлёном поле три серебряных гребешка; в третьем на лазуревом поле серебряные звёзды (Южный крест); в четвёртом золотом поле, рассечённом чернью нитевидно, серебряная раскрытая книга. Над щитом золотой шествующий олень. Девиз на лазуревой ленте серебром «Per Litteras ad Fidem»
Золотой олень, изображённый на гербе — взят из герба Линкольн-колледжа в Оксфорде; малиновый крест на серебряном фоне — Символ веры, из герба Методистской церкви Австралии; три аргентинских гребешка на малиновом фоне, символизирующие Троицу и крещение, взяты с герба Джона Уэсли; серебряный Южный крест на лазури — как символ Австралии; раскрытая книга символизирует обучение и взята с герба Аделаидского университета.

## Здания и территория

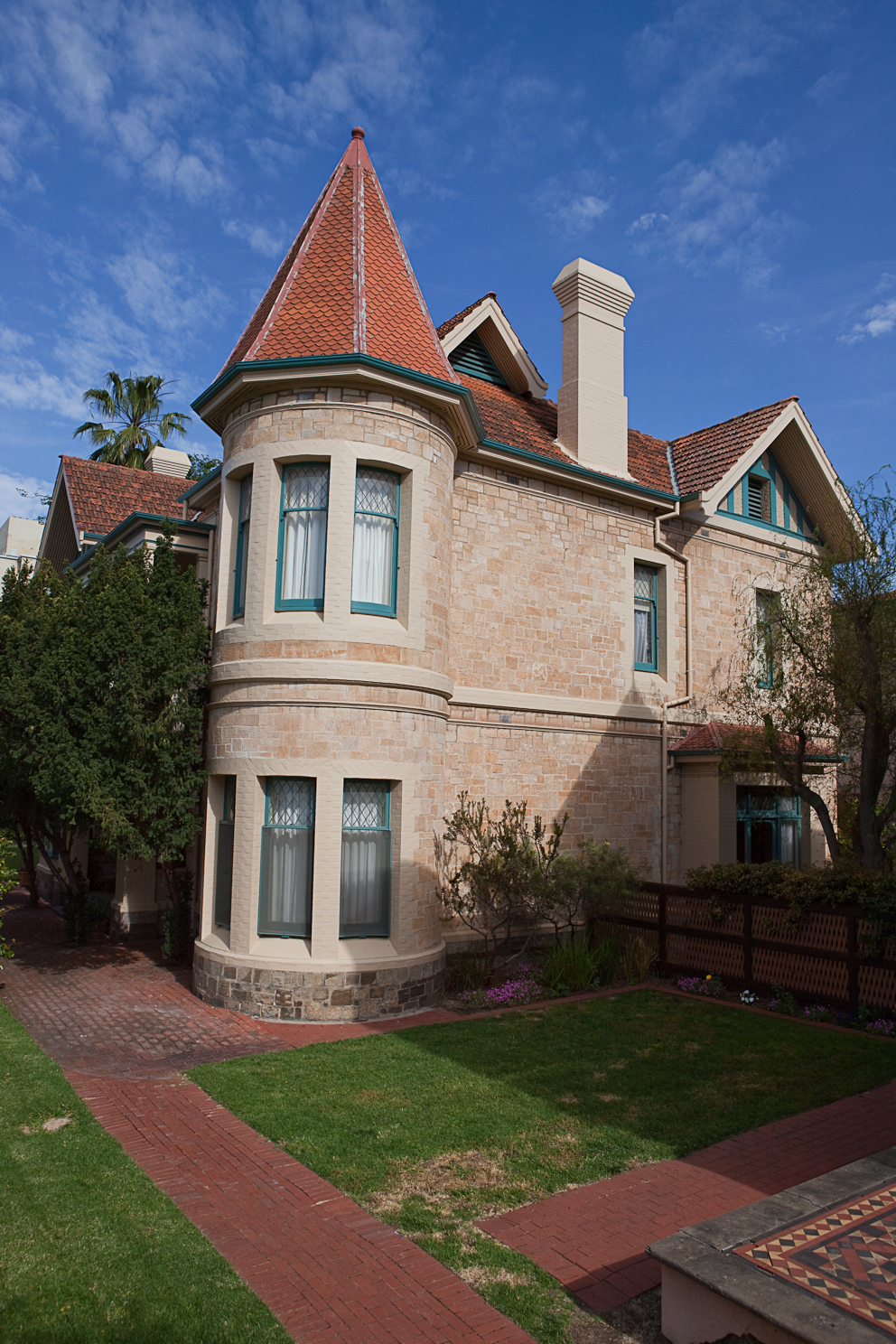
Уайтхед Билдинг, 39 Бруэм-Плейс

Расположенный на Бруэм-Плейс в Северной Аделаиде, колледж состоит из четырёх зданий, внесенных в список национального наследия, в которых когда-то жили выдающиеся австралийцы. Кампус также включает в себя три жилых корпуса, часовню и залы для занятий музыкой.

### Уайтхед
Дом номер 39 на Бруэм-Плейс, также известный как Уайтхед (англ. Whitehead), построенный в 1907 году, был домом Артура Раймилла, а также впоследствии его сына, долгое время служившего городским советником Аделаиды, сэра Артура Кэмпбелла Раймилла, который был мэром Аделаиды (1950—1954). Эта грандиозная вилла из песчаника с остроконечной башней, облицованной черепицей «рыбья чешуя», типична для резиденций эдвардианского периода. Она является представителем грандиозного жилого стиля Бруэм-Террас. Последние 30 лет здание Уайтхед было резиденцией директора колледжа.

### Дом Федерации

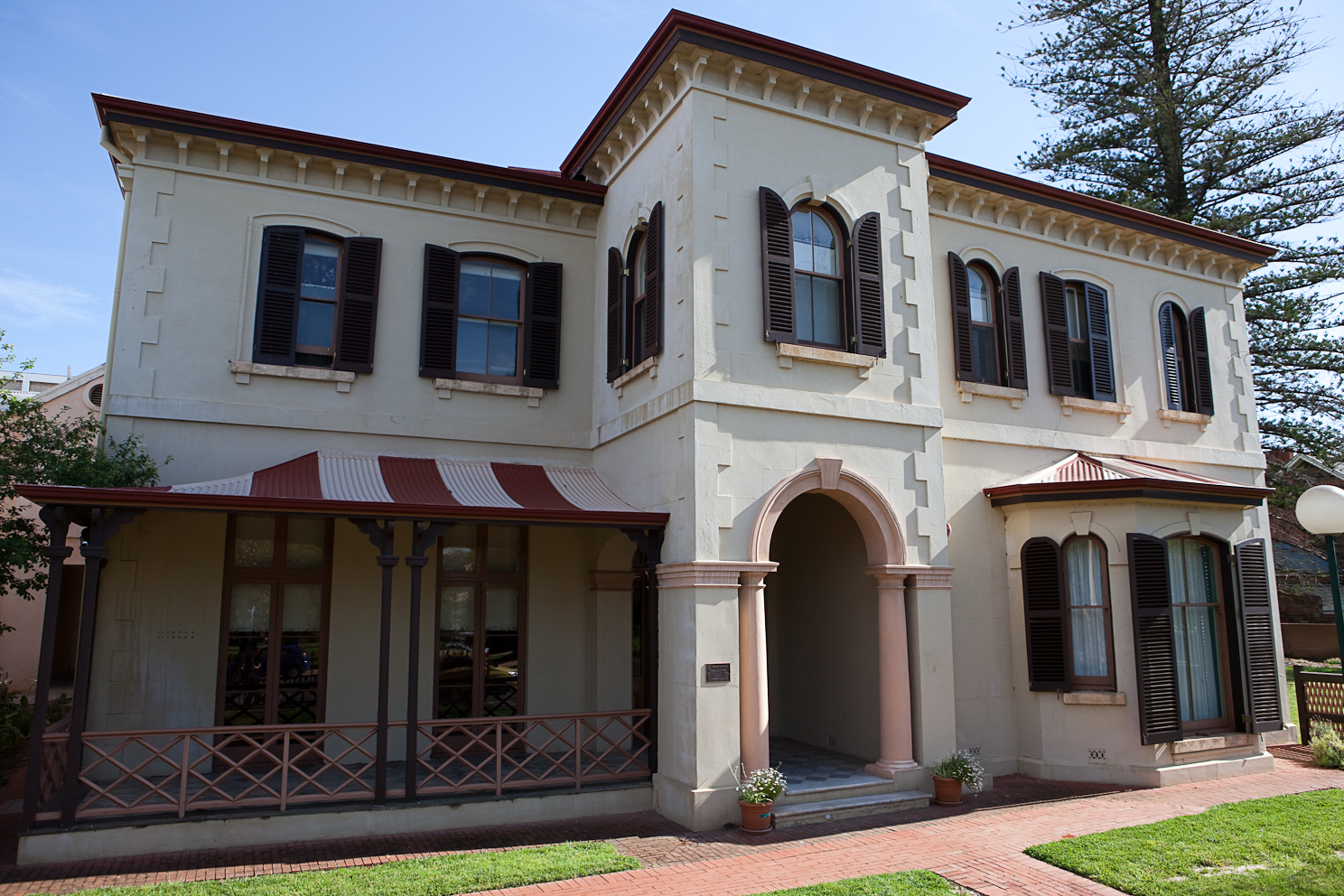
Дом Федерации, Бруэм-Плейс

Дом номер 32 на Бруэм-Плейс, «здание Федерации» — это особняк, который является бывшей резиденцией Ричарда Бейкера, который был адвокатом, скотоводом и политиком. Бейкер был первым членом колониального законодательного органа, уроженцем Южной Австралии, членом законодательного совета, сенатором и первым президентом Сената Австралии. В 1895 году он был посвящен в рыцари, а в 1900 году назначен королевским адвокатом. Бейкер считается одним из основателей федерации и был членом Федеральных конвентов 1891 и 1897—1898 годов.
Дом 32 на Бруэм-Плейс является зданием, внесённым в список наследия Южной Австралии и представляющим исключительную историческую ценность. В 2009 году здание Федерации было вновь открыто после масштабного ремонта. В настоящее время в здании расположены 12 студенческих комнат, общая зона, современная кухня и столовая с двумя функциональными залами. Здесь также находится действующая резиденция декана колледжа Линкольна.

### Дом Абрахама

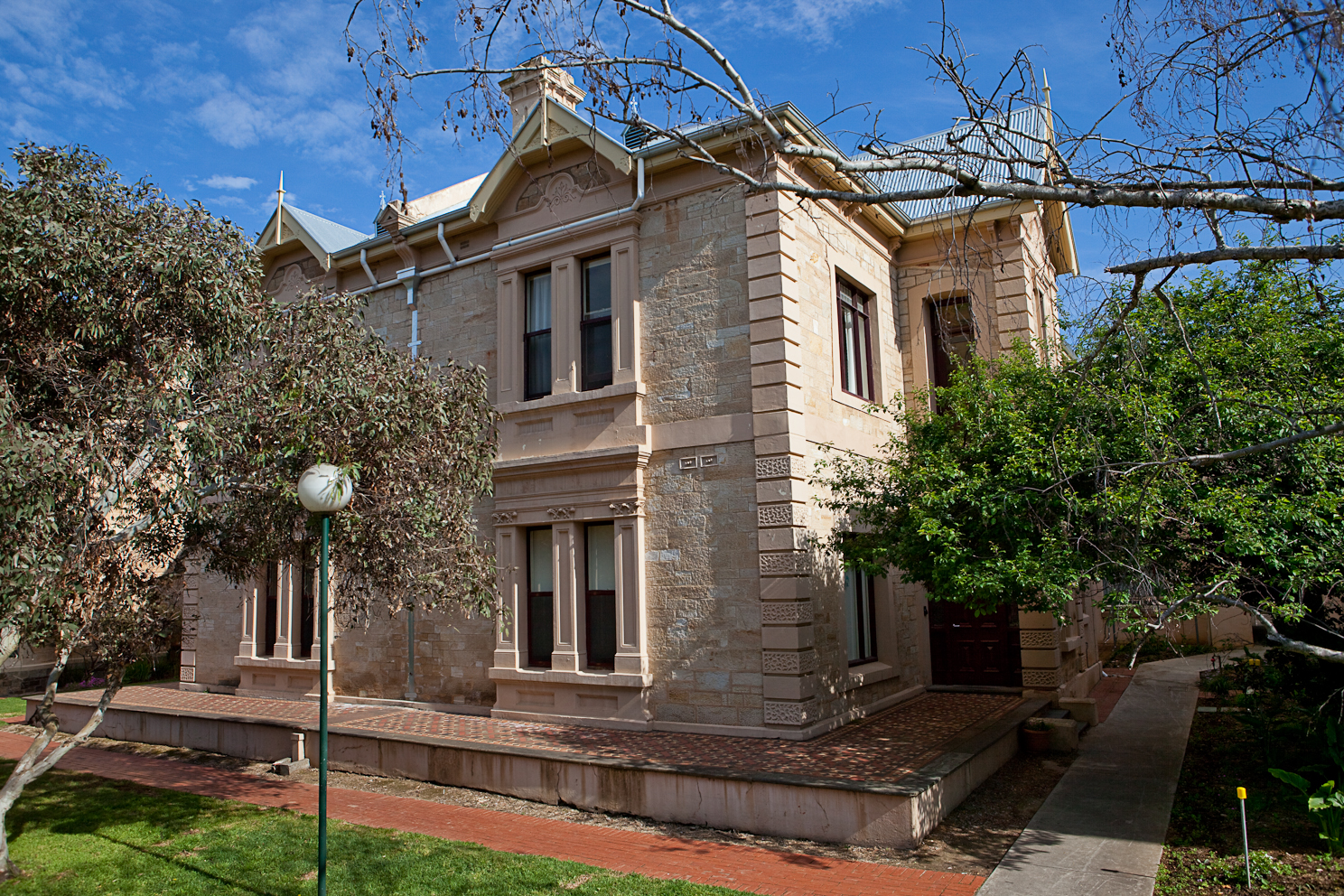
Дом Авраама, Бруэм-Плейс

Здание, ранее известное как «флигель» из-за того, что оно связано со зданием Федерации, было посмертно посвящено Сэмюэлю Абрахаму (выпускнику 1954—1958 гг.), практикующему педиатру за границей и в Австралии, который поддерживал такие филантропические проекты, как Спастический центр Джохор-Бару и проект Сентул в Малайзии. Здание входит в список наследия Южной Австралии. В 2009 году Дом Абрахама был вновь открыт после ремонта, и в нём размещаются 20 классов для занятий студентов с читальными залами, кухня и помещения общего пользования.

### Дом Милна

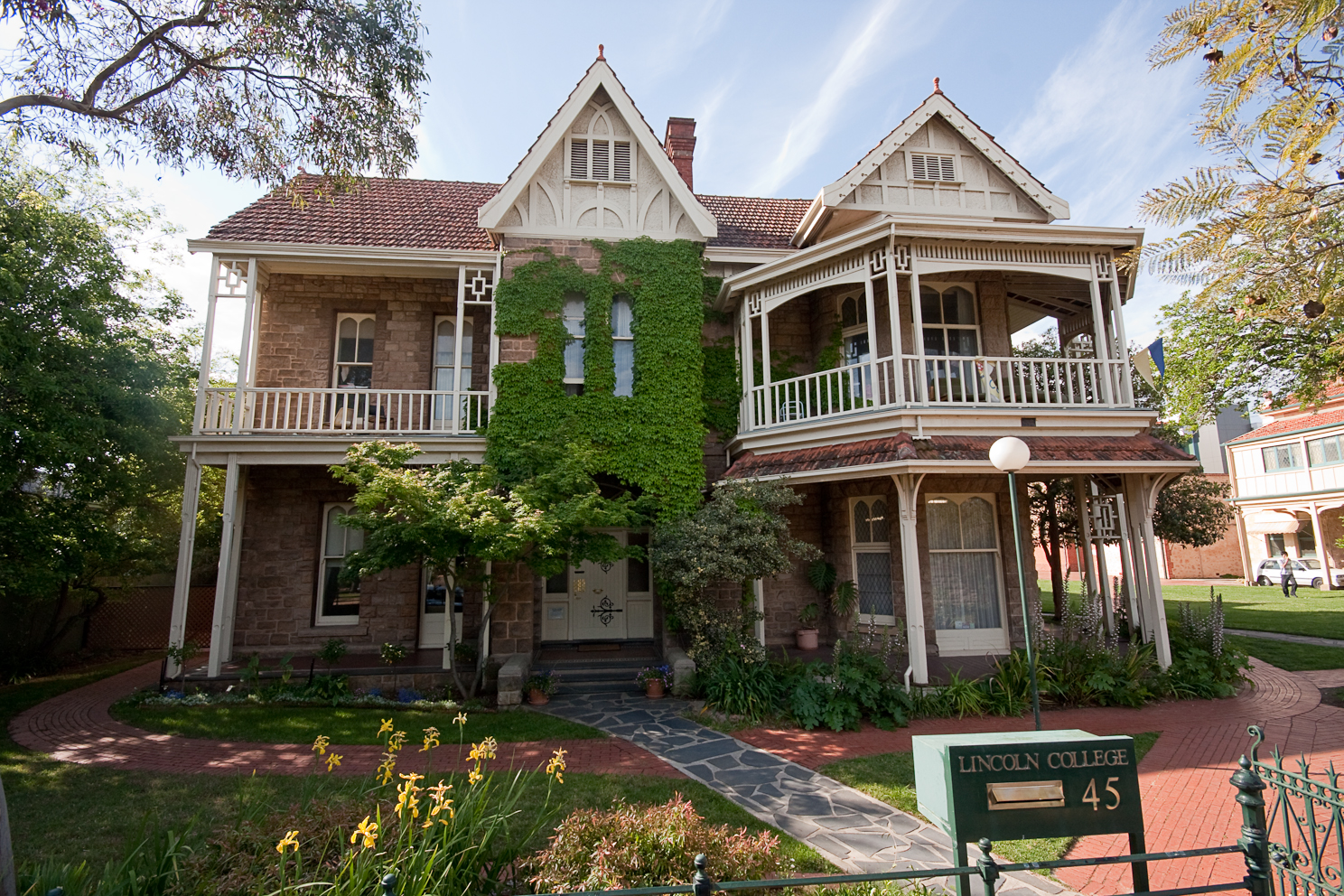
Дом Милна, Бруэм-Плейс

Дом номер 45 на Бруэм-Плейс был первым зданием, купленным методистской церковью в 1951 году за 25 000 фунтов стерлингов. Это резиденция, характерная для стиля застройки этой части Северной Аделаиды. Дом был построен в конце 1880-х годов для торговца спиртными напитками, Джорджа Милна. Дома в стиле федерации относительно редки в Южной Австралии, потому что в тот короткий период, когда они были популярны, центральная колония/штат были менее процветающими, чем их соседи. Они отличались от остальных австралийских домов тем, что их стены были каменными, а не кирпичными, а деревянная отделка окрашена в яркие цвета.
Внешняя деревянная отделка здания была отреставрирована. Архитектор Билл Кей спроектировал новую веранду, максимально приближенную к оригиналу. Новый проект включает в себя современные средства безопасности и новые строительные нормы. Веранда была официально открыта в апреле 2012 года в рамках празднования бриллиантового юбилея Линкольн-колледжа во время уикенда «Возвращение домой».

## Студенческая жизнь

### Спорт
Линкольн-колледж соревнуется с другими колледжами Аделаиды в соревнованиях на Кубок Дугласа Ирвинга (ранее известный как «Кубок высокого стола»). Различные виды спорта включают плавание, теннис, баскетбол, волейбол, лёгкую атлетику, нетбол, футбол. Между учебными учреждениями устраиваются и состязания в ораторском мастерстве. В 2010 году Линкольн-колледж занял третье место в соревновании «Кубок высокого стола».

### Культурные мероприятия
В течение года в Клубе колледжа проводится ряд культурных мероприятий, организованных секретарём по культуре. К ним относятся ежегодные экскурсии на винодельни в близлежащие винные регионы, такие как долина Баросса и долина Клэр, еженедельные вечера в пабах и ежегодный поход в паб «Hen’s and Buck’s».

### Социальные мероприятия
Календарь социальных мероприятий в Линкольн-колледже состоит из четырёх основных мероприятий в течение года, а также «О-недели» и «Ре-О-недели». Эти недели насыщены такими социальными мероприятиями, как «Ночь казино» и тематические посиделки в пабах. В первом семестре проводятся День рождения (англ. Birthday Bash), посвящённый созданию Линкольн-колледжа, и Открытое шоу Линкольн-колледжа. Открытое шоу — это мероприятие, на которое приглашаются все другие колледжи Национальной ассоциации университетских колледжей Австралии. До 2005 года оно называлось «Ловушка», а затем было переведено в формат «Битвы оркестров». Во втором семестре проводится Бал Линкольна и празднование окончания года, VD (праздничный ужин). Бал Линкольна — это официальное мероприятие, на котором могут присутствовать только жители колледжа Линкольна. VD включает в себя праздничный ужин, награждение по итогам года и танцы в колледже. В течение года в Линкольн-колледже также проводятся небольшие общественные мероприятия, включая экскурсии на винодельню, вечеринки, поездки на скачки, кулинарные курсы и вечера игр.

### Международные мероприятия
Международный вечер проводится ежегодно в мае. На нём иностранные студенты и работники кухни готовят разнообразные блюда. Вечер также скрашивается выступлением как иностранных, так и местных студентов. В соответствии с некоторыми азиатскими ценностями, вечер является безалкогольным.

### Студенческие СМИ
В Линкольн-колледже еженедельно издаётся информационный бюллетень под названием «Ibex». Ежегодная журнальная публикация называется «Stag» (с англ. — «олень»). Ассоциация выпускников выпускает информационный бюллетень под названием «Lincoln Line».

## Директора
| Период                 | ФИО                 |
| ---------------------- | ------------------- |
| 1952—1972              | Уильям Франк Хэмбли |
| 1973—984               | Джон Уайтхед        |
| 1984—1994              | Джеффри Скотт       |
| 1995—2004              | Питер Ганн          |
| 2004—2007              | Кен Уэбб            |
| 2007—2013              | Ребекка Паннелл     |
| 2013—2017              | Линда Бастик        |
| 2017 — настоящее время | Пол Тош             |

## Знаменитые выпускники
Источник:

### Культура и искусство
- Роберт Ханнафорд[англ.] (выпускник 1962—1964 гг.) — художник-самоучка, прославившийся своими портретами[16].

### Медицина
- Базиль Хетцель[англ.] (выпускник 1956—1957; умер в 2017[17]) — поборник включения йода в рацион питания в развитых и развивающихся странах;
- Самуэль К. Э. Абрахам (выпускник 1954—1958; умер в 2007) — окончив медицинский факультет Аделаидского университета в конце 1950-х годов, Сэм вернулся в Малайзию и стал уважаемым практикующим педиатром как за рубежом, так и в Австралии. Приняв решение работать в государственном секторе, а не в частной медицинской практике, Абрахам оказал положительное влияние на область педиатрии с ограниченными ресурсами в своей родной Малайзии. Создавая и поддерживая такие учреждения, как Спастический центр Джохор Бару и Проект Сентул, Сэм не остался незамеченным, его упорный труд и преданность делу были отмечены наградами в Малайзии, Индии, Австралии и других странах. В апреле 2009 года колледж Линкольна переименовал своё здание Annexe в «Abraham House»[4];
- Ричард Хин Юнг (выпускник 1955—1960; умер в 2007[18]), награждён медалью за назначение на командную должность и наградой за заслуги в вооружённых силах Сингапура; публикуемый автор; заслуженный выпускник Аделаидского университета.

### Право и политика
- Кристофер Самнер[англ.] (выпускник 1960—1965 гг.), Генеральный прокурор Южной Австралии с 1982 по 1993 годы; член Законодательного совета Южной Австралии с 1975 по 1994 годы. Самнер был избран в Законодательный совет Южной Австралии от Лейбористской партии Австралии в 1975 году. Его вклад в юридическое и политическое сообщество Южной Австралии, а также создание и поддержка филантропических начинаний колледжа подчеркивают общинный образ жизни, укоренившийся в Линкольн-колледже[19];
- Кингсли Ньюман (выпускник 1957—1958 гг.). Он был назначен самым молодым специальным мировым судьей в возрасте 31 года. Через шесть лет он был назначен старшим специальным мировым судьей, а вскоре после этого был назначен судьей окружного суда. На протяжении своей долгой карьеры Кингсли участвовал в работе многочисленных советов и комитетов в качестве члена и председателя в профессиональном и некоммерческом секторах[15];
- Лим Су Хун[англ.] (выпускница 1977—1980 гг.), государственный служащий Сингапура в области лидерства, развития карьеры и обучения, демонстрирует успехи женщины на государственной службе в Сингапуре. Первая в Сингапуре женщина — постоянный секретарь отдела государственной службы канцелярии премьер-министра; «женщина года 2007» (Сингапур)[20];
- Джон Менадью[англ.] (выпускник 1953—1956 гг.). После окончания экономического факультета Аделаидского университета, в 1956 году, Джон работал государственным служащим, дипломатом. Он занимал посты директора совета директоров, советника и общественного комментатора. Его заслуги перед Австралией были отмечены несколькими наградами, в частности, в 1985 году он был удостоен ордена Австралии за служение обществу, а в 2003 году — Медали столетия «за служение австралийскому обществу через лидерство на государственной службе»[15];
- Питер Онг[англ.] (выпускник 1982—1983 гг.), государственный служащий Сингапура в области финансов. Второй постоянный секретарь по вопросам обороны в 2001 году; стал постоянным секретарём в Министерстве транспорта, а затем постоянным секретарём по вопросам торговли и промышленности в 2005 году; также был назначен вторым постоянным секретарём по вопросам финансов; в 2009 году стал постоянным секретарём Министерства финансов Сингапура; по состоянию на конец 2021 года являлся председателем Морского и портового управления и директором TIF Ventures Pte[15].

### Бизнес и экономика
- Джефф Харкорт[англ.], бывший член Совета Линкольна (1970—1980) и многолетний преподаватель экономики в Аделаидском университете; выдающийся экономист, профессор экономики Кембриджского университета[19];
- Чонг Чонг Конг[англ.] (выпускник 1962—1963 гг.). Служил сингапурскому сообществу и сообществу Юго-Восточной Азии в области управления, лидерства и финансов. Заслуженный выпускник Аделаидского университета; бывший управляющий директор Сингапурских авиалиний; председатель Сингапурской вещательной корпорации; председатель OCBC Bank, Сингапур[21];
- Тим Харкорт[англ.] (выпускник 1983—1986 гг.), главный экономист Австралийской торговой комиссии, и автор книги «Экономист аэропорта». В 2012 году он был назначен советником по международному взаимодействию правительства Южной Австралии[22].